# Provogue
Provogue est une entreprise indienne de bagagerie. Lancée en 1997 à Mumbaï, l'entreprise a commencé par le prêt-à-porter masculin, avant de se concentrer sur les accessoires de voyage.
En mai 2011, elle est classée dans les 30 premières capitalisations mondiales de son secteur d'activité.